# Български работнически съюз
Българският работнически съюз е казионна профсъюзна организация, създадена след Деветнадесетомайския преврат през 1934. В нея задължително са записани всички работници в България. Дели се на съюзи на служещите в различните сектори.
Най-яростна съпротива среща от дейците на свързаните с БКП и забранени след преврата Независими работнически професионални съюзи. По-късно обаче, през 1936, по решение на ЦК на БКП, нейните активисти започват да вземат активно участие в дейността на БРС, с цел да разширят влиянието ѝ.
След Деветосептемврийския преврат от 1944 година комунистите поставят под свой контрол организацията и тя става основа на новосъздадения Общ работнически професионален съюз (днес Конфедерация на независимите синдикати в България).